# Пожарово (Великоустюгский район)
Пожарово — деревня в Великоустюгском районе Вологодской области.
Входит в состав Усть-Алексеевского сельского поселения, с точки зрения административно-территориального деления — в Усть-Алексеевский сельсовет.
Расстояние по автодороге до районного центра Великого Устюга — 58,5 км, до центра муниципального образования Усть-Алексеево — 6,5 км. Ближайшие населённые пункты — Кочурино, Юшково, Биричево, Селиваново, Антоново.
По переписи 2002 года население — 56 человек (24 мужчины, 32 женщины). Преобладающая национальность — русские (98 %).